# Nowicki
Nowicki (forma żeńska: Nowicka; liczba mnoga: Nowiccy) – polskie nazwisko, pochodzące od przydomka „nowy”. Na początku lat 90. XX wieku w Polsce nosiło je 46379 osób.

## Osoby noszące to nazwisko
- Adam Nowicki (1865–1949) – dziennikarz, literat, wydawca prasy.
- Adam Nowicki (ur. 1990) – polski biegacz długodystansowy
- Agata Nowicka (ur. 1976) – polska rysowniczka
- Albin Nowicki (1891–1972) – polski nauczyciel, polityk, kronikarz
- Andrzej Nowicki – strona ujednoznaczniająca
- Bolesław Nowicki (1910–1997) – polski działacz komunistyczny, prezydent Gdańska
- Bartosz Nowicki (ur. 1984) – lekkoatleta
- Bogusław Nowicki (ur. 1957) – autor tekstów, kompozytor, wykonawca.
- Czesław Nowicki – strona ujednoznaczniająca
- Edward Nowicki (1911-1998) – polski rzeźbiarz
- Edmund Nowicki (1900-1971) – polski duchowny katolicki, biskup gdański
- Franciszek Siła-Nowicki (1864-1935) − poeta, taternik, społecznik
- Jacek Jan Nowicki (1921–2005) – architekt, urbanista, wykładowca akademicki
- Jan Nowicki – strona ujednoznaczniająca
- Janusz Nowicki (ur. 1943) – polski aktor
- Józef Nowicki (1766–1830) – generał polski
- Krzysztof Nowicki (1940–1997) − polski pisarz, krytyk literacki
- Łukasz Nowicki (ur. 1973) − polski aktor
- Maciej Nowicki – strona ujednoznaczniająca
- Maksymilian Nowicki (1826–1890) – profesor zoolog
- Marek Nowicki – strona ujednoznaczniająca
- Maria Nowicka (1925–1997) – polska artystka ludowa, hafciarka
- Marian Nowicki (1893–1960) − działacz socjalistyczny
- Marian Nowicki (1903–1971) – aktor teatralny i filmowy
- Michał Nowicki – strona ujednoznaczniająca
- Mieczysław Nowicki (ur. 1951) – kolarz polski
- Tadeusz Nowicki – strona ujednoznaczniająca
- Sabina Nowicka (1914–2006) – dyrektor teatrów łódzkich, organizatorka życia teatralnego
- Stanisław Nowicki – strona ujednoznaczniająca
- Światosław Nowicki (ur. 1947) – filozof polski
- Wanda Nowicka (ur. 1956) – polska działaczka feministyczna
- Wiesław Nowicki (1946–2012) – polski aktor, reżyser, dziennikarz
- Witold Nowicki – strona ujednoznaczniająca
- Władysław Siła-Nowicki (1913–1994) − adwokat, działacz opozycji antykomunistycznej
- Wojciech Nowicki – strona ujednoznaczniająca
- Zdzisław Nowicki (1926–2007) – strona ujednoznaczniająca